# Rem Abzałow
Rem Abzałowicz Abzałow (ros. Рем Абзалович Абзалов, ur. 28 czerwca 1914 w Taszkencie (według innych danych we wsi Sriednieje w Tatarstanie), zm. 7 lutego 1983 tamże) – radziecki wojskowy narodowości tatarskiej, major, Bohater Związku Radzieckiego (1945).

## Życiorys
Był Tatarem. Kształcił się w medresie, pracował w kołchozie, później w Kazaniu uczył się na fakultecie robotniczym (rabfaku) i pracował w fabryce, od końca lat 30. służył w Armii Czerwonej. Brał udział w wojnie z Finlandią 1939-1940, po czym został zdemobilizowany, pracował w zakładach lotniczych w Kazaniu. Od 1941 należał do WKP(b), w 1942 został ponownie zmobilizowany i wysłany na front, walczył na terytorium Ukrainy, Rumunii, Bułgarii, Jugosławii i Węgier. Szczególnie wyróżnił się podczas forsowaniu Dunaju w rejonie miasta Paks 1 grudnia 1944 jako dowódca kompanii piechoty 116 gwardyjskiego pułku piechoty 40 Gwardyjskiej Dywizji Piechoty 4 Gwardyjskiej Armii 3 Frontu Ukraińskiego. Wojnę zakończył jako dowódca batalionu. Po wojnie kontynuował służbę w Siłach Zbrojnych ZSRR, w 1946 ukończył kursy „Wystrieł”, był dowódcą pułku w Turkiestańskim Okręgu Wojskowym, a 1950–1960 wojskowym komisarzem miasta Taszkentu. Dosłużył się stopnia majora. Został pochowany na Alei Bohaterów Cmentarza Wojskowego w Taszkencie.

## Odznaczenia
- Złota Gwiazda Bohatera Związku Radzieckiego (24 marca 1945)
- Order Lenina
- Order Czerwonej Gwiazdy (dwukrotnie)

I medale.